# Bassariscus sumichrasti
Espèce
Statut de conservation UICN

 LC  : Préoccupation mineure
Le bassaris d'Amérique centrale (Bassariscus sumichrasti) est un mammifère de la famille des ratons laveurs.

## Sous-espèces
- Bassariscus sumichrasti latrans (Davis and Lukens, 1958)
- Bassariscus sumichrasti notinus Thomas, 1903
- Bassariscus sumichrasti oaxacensis (Goodwin, 1956)
- Bassariscus sumichrasti sumichrasti (Saussure, 1860)
- Bassariscus sumichrasti variabilis (Peters, 1874)